# アレクサンダル・ニコロフ
アレクサンダル・ウラジミロフ・ニコロフ（ブルガリア語: Александър Владимиров Николов、2003年11月30日 - ）は、ブルガリアの男子バレーボール選手。ブルガリア代表。

## 来歴
父のウラジミール・ニコロフがフランスリーグ・トゥールVBでプレーしていた2003年に生まれる。
2018-19シーズンにレフスキ・ソフィアの選手として14歳でブルガリアリーグデビュー。
2021年に欧州選手権予選でブルガリア代表デビューを果たした。
2022年にカリフォルニア州立大学ロングビーチ校に進学し、数々の個人賞を受賞したが、大学でのキャリアは続けず、イタリア・セリエAのASバレー・ルーベと契約した。

## 人物
- 上述の通り父は元ブルガリア代表オポジットのウラジミール・ニコロフ。弟はブルガリア代表のセッターであるシメオン・ニコロフ[5][6]。

## 球歴
- ユース代表（2019-）
  - 2019年 - U17欧州選手権（銀メダル）[7]
  - 2020年 - U18欧州選手権[8]
  - 2021年 - U19世界選手権（銀メダル）[9]、U21世界選手権（6位）[10]
  - 2022年 - U20ヨーロッパユースオリンピックフェスティバル（銀メダル）、U20欧州選手権（銅メダル）
  - 2023年 - U21世界選手権（銅メダル）
- ブルガリア代表（2021年-）
  - ネーションズリーグ - 2023年、2025年

## 所属チーム
- レフスキ・ソフィア（英語版）（2018-2021年）
- カリフォルニア州立大学ロングビーチ校（2022年）
- ASバレー・ルーベ（2022年-）

## 受賞歴
- 2021年 - U-19世界選手権 - ベストアウトサイドヒッター
- 2022年
  - AVCA（英語版） - 新人賞、MVP
  - NCAA - オールアメリカ、オールトーナメントチーム
  - U20欧州選手権 - ベストアウトサイドヒッター
  - U20ヨーロッパユースオリンピックフェスティバル - ベストサーバー
- 2023年 - U21世界選手権 - ベストスコアラー、ベストサーバー[11]